# قائمة رؤساء ألمانيا
كان هناك عدد من المناصب الرئاسية في ألمانيا منذ انهيار الإمبراطورية الألمانية في عام 1918. أنشأ دستور فايمار في آب 1919 منصب رئيس ألمانيا (Reichspräsident). ظل المنصب شاغرا عند وفاة باول فون هيندنبورغ في آب 1934 ليصبح بعد ذلك أدولف هتلر رئيساً للدولة والفوهرر ومستشار الرايخ. أصبح كارل دونيتز في أبريل-مايو 1945 رئيسًا بعد انتحار هتلر.
أنشأ دستور ألمانيا الغربية (Grundgesetz القانون الأساسي) في أيار 1949 منصب الرئيس الاتحادي لجمهورية ألمانيا الاتحادية (Bundespräsident). أصبح الرئيس هو رأس الدولة لكامل ألمانيا بعد إعادة توحيد ألمانيا عام 1990.
أنشأ دستور ألمانيا الشرقية في تشرين الأول 1949 منصب رئيس جمهورية ألمانيا الديمقراطية (GDR) ("Präsident der Deutschen Demokratischen Republik"). أُلغي منصب رئيس جمهورية ألمانيا الديمقراطية  بعد وفاة فيلهلم بيك في عام 1960 وحل محله مجلس الدولة ("Staatsrat "). مجلس الدولة الذي أُلغى بموجب تعديل دستوري لغرفة الشعب ("Volkskammer ") في 5 نيسان 1990. ومنذ ذلك الحين وحتى انضمام الشرقية إلى الغربية في 3 تشرين الأول عام 1990 كان رئيس غرفة الشعبي قائد جمهورية ألمانيا الديمقراطية.

## جمهورية فايمار(1919–1933)
الحزب السياسي
  SPD
  مستقل
الحالة
| التسلسل                       | الصورة                        | الاسم (ولادة–وفاة)                         | فترة شغل المنصب               | فترة شغل المنصب               | فترة شغل المنصب               | الحزب السياسي                 |
| التسلسل                       | الصورة                        | الاسم (ولادة–وفاة)                         | أُنتخب                         | تسلم المنصب                   | غادر النصب                    | الحزب السياسي                 |
| رئيس الرايخ (Reichspräsident) | رئيس الرايخ (Reichspräsident) | رئيس الرايخ (Reichspräsident)              | رئيس الرايخ (Reichspräsident) | رئيس الرايخ (Reichspräsident) | رئيس الرايخ (Reichspräsident) | رئيس الرايخ (Reichspräsident) |
| ----------------------------- | ----------------------------- | ------------------------------------------ | ----------------------------- | ----------------------------- | ----------------------------- | ----------------------------- |
| 1                             |                               | فريدريش إيبرت (1871–1925)                  | 1919                          | 11 شباط 1919                  | 28 شباط 1925 (مات في المنصب)  | الحزب الديمقراطي الاجتماعي    |
| —                             |                               | هانز لوتر[A] (1879–1962)                   | —                             | 28 شباط 1925                  | 12 آذار 1925                  | مستقل                         |
| —                             |                               | فالتر سيمونس[B] (1861–1937)                | —                             | 12 آذار 1925                  | 12 أيار 1925                  | مستقل                         |
| 2                             |                               | فيلد مارشال باول فون هيندنبورغ (1847–1934) | 1925 1932                     | 12 أيار 1925                  | حتى 2 آب 1934 (مات في المنصب) | مستقل                         |

A  رئيس بالوكالة بصفته مستشار ألمانيا.
B  رئيس بالوكالة بصفته رئيس الرايخستاغ.

## ألمانيا النازية(1933–1945)
الحزب السياسي
  الحزب النازي
  مستقل
| التسلسل | الصورة                                     | الاسم (ولاة–وفاة)             | فترة شغل المنصب | فترة شغل المنصب  | فترة شغل المنصب                     | الحزب السياسي |
| التسلسل | الصورة                                     | الاسم (ولاة–وفاة)             | أُنتخب           | تسلم المنصب      | غادر المنصب                         | الحزب السياسي |
| ------- | ------------------------------------------ | ----------------------------- | --------------- | ---------------- | ----------------------------------- | ------------- |
| 2       |                                            | رئيس الرايخ (Reichspräsident) | 1925 1932       | منذ 12 أيار 1925 | 2 آب 1934 (مات في المنصب)           | مستقل         |
| 2       | فيلد مارشال باول فون هيندنبورغ (1847–1934) |                               | 1925 1932       | منذ 12 أيار 1925 | 2 آب 1934 (مات في المنصب)           | مستقل         |
| —       |                                            | القائد والمستشار              | 1934 (استفتاء)  | 2 آب 1934        | 30 نيسان 1945 (انتحر)               | الحزب النازي  |
| —       | أدولف هتلر (1889–1945)                     |                               | 1934 (استفتاء)  | 2 آب 1934        | 30 نيسان 1945 (انتحر)               | الحزب النازي  |
| —       |                                            | رئيس الرايخ                   | —               | 30 نيسان 1945    | 23 أيار 1945 (أُعتقل من قبل الحلفاء) | الحزب النازي  |
| —       | الأدميرال الكبير كارل دونيتز (1891–1980)   |                               | —               | 30 نيسان 1945    | 23 أيار 1945 (أُعتقل من قبل الحلفاء) | الحزب النازي  |

## جمهورية ألمانيا الديمقراطية(ألمانيا الشرقية، 1949–1990)
الحزب السياسي
  الحزب الديمقراطي الليبرالي الألماني
  حزب الوحدة الاشتراكية الألماني
  الاتحاد الديمقراطي المسيحي الألماني (ألمانيا الشرقية) ‏
الحالة
| التسلسل                                        | الصورة                        | الاسم (ولادة–وفاة)            | فترة شغل المنصب               | فترة شغل المنصب               | فترة شغل المنصب                   | الحزب السياسي                                          |
| التسلسل                                        | الصورة                        | الاسم (ولادة–وفاة)            | أُنتخب                         | تسلم المنصب                   | غادر المنصب                       | الحزب السياسي                                          |
| رئيس الدولة (Staatspräsident)                  | رئيس الدولة (Staatspräsident) | رئيس الدولة (Staatspräsident) | رئيس الدولة (Staatspräsident) | رئيس الدولة (Staatspräsident) | رئيس الدولة (Staatspräsident)     | رئيس الدولة (Staatspräsident)                          |
| ---------------------------------------------- | ----------------------------- | ----------------------------- | ----------------------------- | ----------------------------- | --------------------------------- | ------------------------------------------------------ |
| —                                              |                               | يوهانس ديكمان[D] (1893–1969)  | —                             | 7 تشرين الأول 1949            | 11 تشرين الأول 1949               | الحزب الديمقراطي الليبرالي الألماني                    |
| 1                                              |                               | فيلهلم بيك (1876–1960)        | 1949 1953 1957                | 11 تشرين الأول 1949           | 7 أيلول 1960 (مات في المنصب)      | حزب الوحدة الاشتراكية                                  |
| —                                              |                               | يوهانس ديكمان[D] (1893–1969)  | —                             | 7 أيلول 1960                  | 12 أيلول 1960                     | الحزب الديمقراطي الليبرالي الألماني                    |
| رئيس مجلس الدولة (Vorsitzender des Staatsrats) |                               |                               |                               |                               |                                   |                                                        |
| 1                                              |                               | فالتر أولبريشت (1893–1973)    | —                             | 12 أيلول 1960                 | 1 آب 1973 (مات في المنصب)         | حزب الوحدة الاشتراكية                                  |
| —                                              |                               | فريدريش إيبرت[E] (1894–1979)  | —                             | 1 آب 1973                     | 3 تشرين الأول 1973                | حزب الوحدة الاشتراكية                                  |
| 2                                              |                               | فيلي شتوف (1914–1999)         | —                             | 3 تشرين الأول 1973            | 29 تشرين الأول 1976               | حزب الوحدة الاشتراكية                                  |
| 3                                              |                               | إريش هونيكر (1912–1994)       | —                             | 29 تشرين الأول 1976           | 18 تشرين الأول 1989 (استقال)      | حزب الوحدة الاشتراكية                                  |
| 4                                              |                               | ايكون كرينز (1937–)           | —                             | 18 تشرين الأول 1989           | 6 كانون الأول 1989 (استقال)       | حزب الوحدة الاشتراكية                                  |
| 5                                              |                               | مانفريد كيرلاخ (1928–2011)    | —                             | 6 كانون الأول 1989            | 5 نيسان 1990 (أُلغي المنصب)        | الحزب الديمقراطي الليبرالي الألماني                    |
| —                                              |                               | سابين بيرغمان بول[F] (1946–)  | —                             | 5 نيسان 1990                  | 2 تشرين الأول 1990 (إلغاء المنصب) | الاتحاد الديمقراطي المسيحي الألماني (ألمانيا الشرقية) ‏ |

D  رئيس بالوكالة بصفته رئيس غرفة الشعب.
E  القائم بأعمال رئيس مجلس الدولة بصفته كنائب لرئيس مجلس الدولة.
F  القائم بأعمال رئيس الدولة بصفته رئيساً لمجلس الشعب.

## جمهورية ألمانيا الاتحادية(1949–الوقت الحاضر،ألمانيا الغربية1949–1990)
الحزب السياسي
  CDU
  FDP
  SPD
  CSU
  مستقل
الحالة
| التسلسل                                       | الصورة                                        | الاسم (ولادة–وفاة)                            | فترة شغل المنصب                               | فترة شغل المنصب                               | فترة شغل المنصب                               | الحزب السياسي                                 |
| التسلسل                                       | الصورة                                        | الاسم (ولادة–وفاة)                            | أُنتخب                                         | تسلم المنصب                                   | غادر المنصب                                   | الحزب السياسي                                 |
| رئيس جمهورية ألمانيا الاتحادية (رئيس ألمانيا) | رئيس جمهورية ألمانيا الاتحادية (رئيس ألمانيا) | رئيس جمهورية ألمانيا الاتحادية (رئيس ألمانيا) | رئيس جمهورية ألمانيا الاتحادية (رئيس ألمانيا) | رئيس جمهورية ألمانيا الاتحادية (رئيس ألمانيا) | رئيس جمهورية ألمانيا الاتحادية (رئيس ألمانيا) | رئيس جمهورية ألمانيا الاتحادية (رئيس ألمانيا) |
| --------------------------------------------- | --------------------------------------------- | --------------------------------------------- | --------------------------------------------- | --------------------------------------------- | --------------------------------------------- | --------------------------------------------- |
| —                                             |                                               | كارل أرنولد[C] (1901–1958)                    | —                                             | 7 أيلول 1949                                  | 12 أيلول 1949                                 | الاتحاد الديمقراطي المسيحي                    |
| 1                                             |                                               | تيودور هويس (1884–1963)                       | الغربية 1949 1954                             | 13 أيلول 1949                                 | 12 أيلول 1959                                 | الحزب الديمقراطي الحر                         |
| 2                                             |                                               | هاينريش لوبكه (1894–1972)                     | 1959 1964                                     | 13 أيلول 1959                                 | 30 تموز 1969 (استقال)                         | الاتحاد الديمقراطي المسيحي                    |
| 3                                             |                                               | غوستاف هاينيمان (1899–1976)                   | 1969                                          | 1 تموز 1969                                   | 30 حزيران 1974                                | الحزب الديمقراطي الاجتماعي                    |
| 4                                             |                                               | فالتر شيل (1919–2016)                         | 1974                                          | 1 تموز 1974                                   | 30 حزيران 1979                                | الحزب الديمقراطي الحر                         |
| 5                                             |                                               | كارل كارستنز (1914–1992)                      | 1979 ‏                                         | 1 تموز 1979                                   | 30 حزيران 1984                                | الاتحاد الديمقراطي المسيحي                    |
| 6                                             |                                               | ريتشارد فون فايتسكر (1920–2015)               | 1984 1989                                     | 1 تموز 1984                                   | 30 حزيران 1994                                | الاتحاد الديمقراطي المسيحي                    |
| 7                                             |                                               | رومان هيرتسوغ (1934–2017)                     | الانتخابات الرئاسية الألمانية 1994 ‏           | 1 تموز 1994                                   | 30 حزيران 1999                                | الاتحاد الديمقراطي المسيحي                    |
| 8                                             |                                               | يوهانس راو (1931–2006)                        | الانتخابات الرئاسية الألمانية 1999 ‏           | 1 تموز 1999                                   | 30 حزيران 2004                                | الحزب الديمقراطي الاجتماعي                    |
| 9                                             |                                               | هورست كولر (1943–2025)                        | 2004 2009                                     | 1 يوليو 2004                                  | 31 مايو 2010 (استقال)                         | الاتحاد الديمقراطي المسيحي                    |
| —                                             |                                               | ينز بورنزين[C] (1949–)                        | —                                             | 31 أيار 2010                                  | 30 حزيران 2010                                | الحزب الديمقراطي الاجتماعي                    |
| 10                                            |                                               | كريستيان فولف (1959–)                         | 2010                                          | 30 حزيران 2010                                | 17 شباط 2012 (استقال)                         | الاتحاد الديمقراطي المسيحي                    |
| —                                             |                                               | هورست زيهوفر[C] (1949–)                       | —                                             | 17 شباط 2012                                  | 18 آذار 2012                                  | الاتحاد الاجتماعي المسيحي                     |
| 11                                            |                                               | يواخيم غاوك (1940–)                           | 2012                                          | 18 آذار 2012                                  | 18 آذار 2017                                  | مستقل                                         |
| 12                                            |                                               | فرانك-فالتر شتاينماير (1956–)                 | 2017 2022                                     | 18 آذار 2017                                  | في المنصب                                     | الحزب الديمقراطي الاجتماعي                    |

C  رئيس بالوكالة بصفته رئيس البوندسرات.